# Prince Mohamed bin Fahd Stadium
Prince Mohamed bin Fahd Stadium – wielofunkcyjny stadion w mieście Ad-Dammam, w Arabii Saudyjskiej. Został otwarty w 1973 roku. Pojemność stadionu wynosi 35 000 widzów. Swoje spotkania rozgrywają na nim piłkarze klubu Ettifaq FC. Obiekt był jedną z aren piłkarskich Mistrzostw Azji U-19 2008 oraz Młodzieżowych Mistrzostw Świata 1989.